# SM U-25 (1913)
SM U-25 – niemiecki okręt podwodny typu U-23 zbudowany w  Friedrich Krupp Germaniawerft, Kilonii w latach 1911-1914. Wodowany 12 lipca 1913 roku, wszedł do służby w Cesarskiej Marynarce Wojennej 9 maja 1914 roku. 1 sierpnia 1914 roku został przydzielony do IV Flotylli pod dowództwem kapitana Ottona Wünschea. U-25 w czasie trzech patroli zatopił 21 statków nieprzyjaciela o łącznej wyporności 14 145 GRT, 1 uszkodził. 
26 października 1914 roku U-25 zaatakował francuski statek parowy „Amiral Ganteaume”, na pokładzie którego znajdowali się uchodźcy z Belgii. W wyniku ataku statek został uszkodzony,
Po sierpniu 1915 roku U-25 został przydzielony do Flotylli Treningowej i nie brał udziału w walkach. 23 lutego 1919 roku okręt został poddany Francji. W 1921 lub 1922 został rozebrany w Cherburg.